# Lubudi
Lubudi este un oraș în  provincia Katanga, Republica Democrată Congo. În 2012 avea o populație de 22 290 de locuitori, iar în 2004 avea 18 914.